# 매리엇 경영대학
메리어트 경영대학(메리어트 스쿨, The Marriott School of Management 혹은 MSM)은 유타주 프로보에 위치한 브리검영 대학교(BYU)의 경영대학이다. BYU 캠퍼스의 Tanner Building에 위치한 메리어트 스쿨은 4개의 학부과정과 7개의 대학원 학위과정을 제공한다. 도덕적인 부분을 가장 강조하는 학교로서, 학부생들은 14 학점의 종교수업을 들어야며, 모든 메리어스 스쿨의 학생은 최소 1개의 관리윤리 수업을 수강해야 한다. 또한 학생과 교수진 모두가 대학교의 어너코드(Honor Code)를 준수해야 한다. 메리어트 스쿨의 큰 특징 중 하나는 학생의 대부분이 후기성도 교회의 회원이라는 점이다. 외국에서 2년의 선교사업을 마치고 온 학생들이 다수인만큼, 학생의 75% 이상이 제 2외국어를 유창하게 구사하며, 30%는 제 3개국어 역시 구사한다. 이로 인해, 메리어트 스쿨은 고급의 경영 언어 수업을 제공하는데, 총 11가지의 언어로 수업이 제공된다.
메리어스 스쿨의 동문은 총 44,000명이 넘으며, 미국경영대학협회(AACSB)에 정식 인가된 비지니스 스쿨이다. 후기성도교회의 회원이면서 메리어트 호텔을 소유하고 있는 메리어트 인터내셔널(Marriott International)의 창업자인 J.W. Marriott과 그의 부인 Alice Marriott이 1억 5천달러를 기부하면서 교명을 바꾼 바 있다.

## 커리

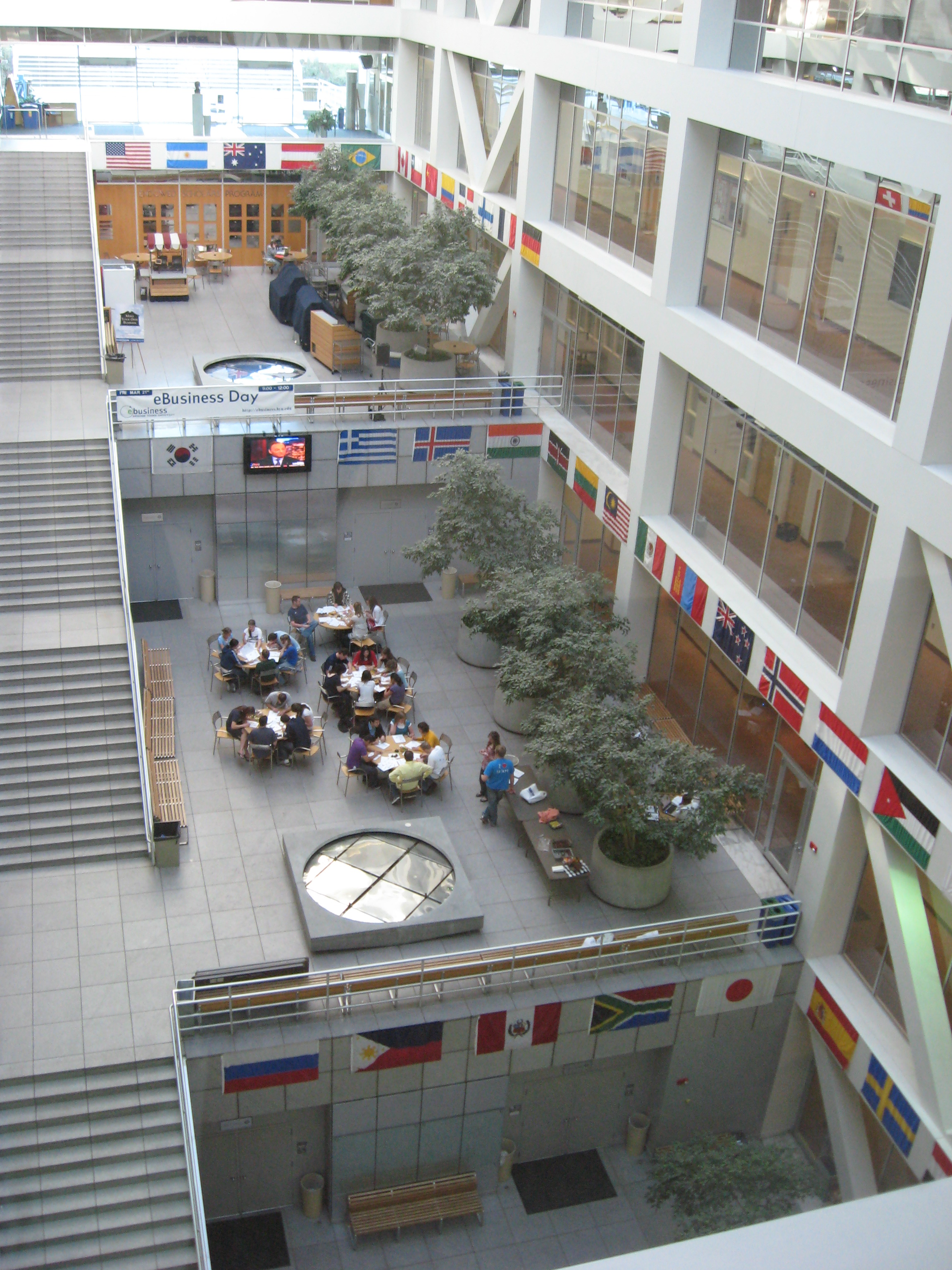
메리어트 스쿨이 위치한 Tanner Building 내부

### 학부 과정
메리어스 스쿨이 제공하는 B.S.(Bachelor of Science, 이학사) 과정은 다음과 같다
- 회계학 (Accounting)
- 재무학 (Finance)
- 경영정보학 (Information System)
- 공급체인관리 (Global Supply Chain & Management)
- 마케팅 (Marketing)
- 조직행동 및 인적자원관리 (OBHR, Organizational Behavior & Human Resources)
- 전략 (Strategy)
- 기업경영 (Entrepreneurship)
- 경험디자인 (Experience Design & Management)

### 대학원 과정
메리어트 경영대학에서 제공하는 대학원 과정은 다음과 같다.
- 회계학 석사 (MAcc, Master of Accountancy)
  - 세부전공: 감사(Audit), 세금(Tax) 혹은 박사준비과정(Ph.D. Prep) 중 하나 선택
- 경영학 석사 (MBA, Master of Business Administration)
- 고위경영자 MBA (EMBA, Executive MBA)
- 공공관리학/행정학 석사 (MPA, Master of Public Administration)
- 고위행정 MPA (EMPA, Executive MPA)
- 경영정보학 석사 (MISM, Master of Information System Management)

## 입학

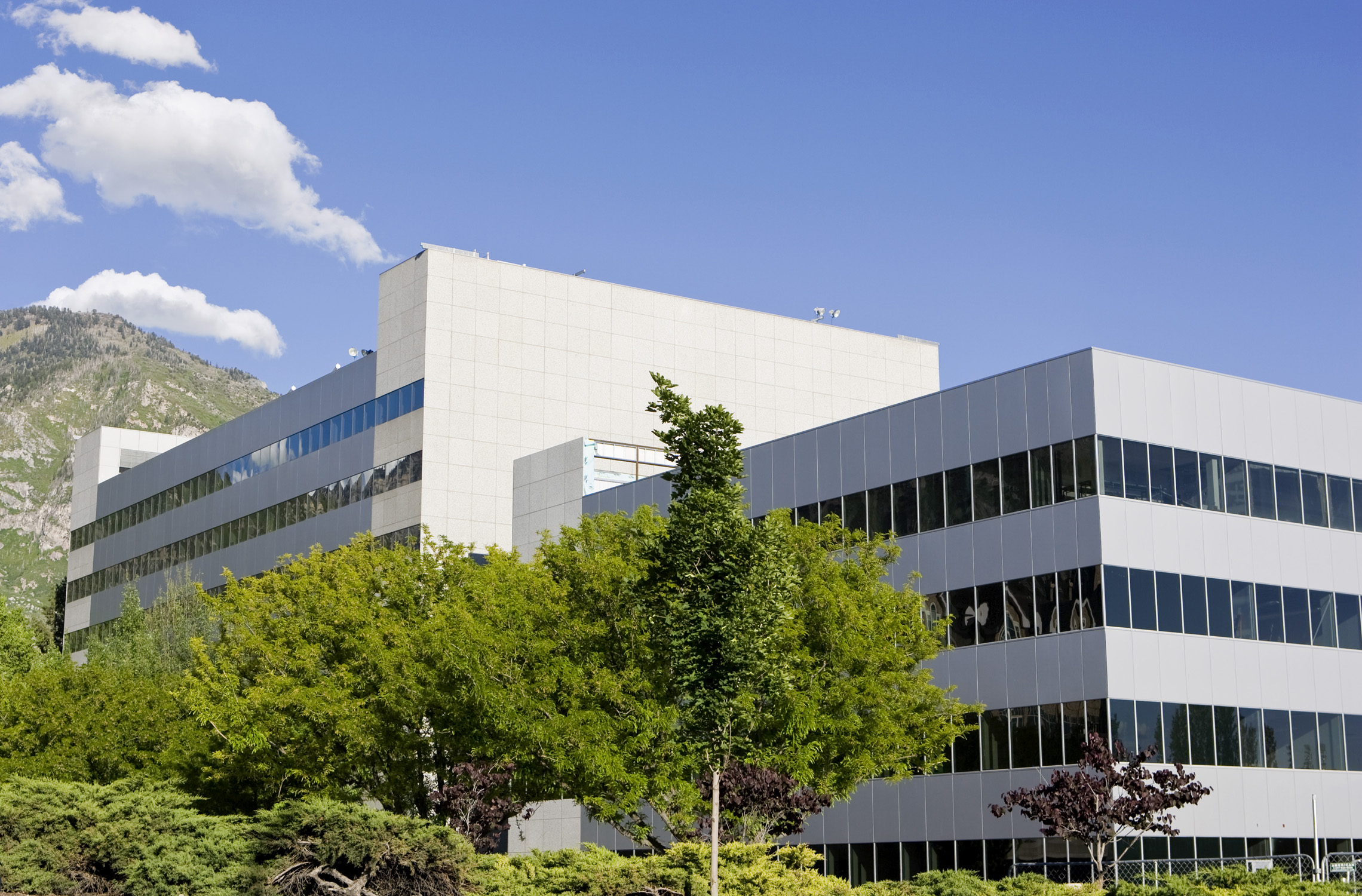
메리어트 스쿨이 위치한 Tanner Building

메리어트 스쿨로의 입학은 대단히 까다롭다. 입학을 원하는 학생들은 먼저 브리검영 대학교에 합격한 후, 별도로 경영대학에 다시 지원을 해야한다. 전공당 평균 합격률은 50-70%이며, 평균 GPA는 3.6 이상이다. 입학을 하게 되면 학생들은 "코어"(Core, 핵심 과정)라고 불리는 한 학기 과정을 거쳐야 하는데, 학생들은 한 학기 동안 같은 반에서 동료들과 팀으로 수업을 받게 된다. Accounting, Information System은 두 학기의 코어 과정을 거친다. 또한 모든 학부생들은 "멘토링 프로그램"을 이수해야 하는데, 이는 메리어트 스쿨의 동문과 한 학기에 걸쳐 멘토링을 받는 과정이다.
학비의 약 70%는 후기성도교회로부터 지원이 되기 때문에, 후기성도교회의 회원들(LDS)은 다른 우수 사립대학들에 비해 훨씬 적은 비용으로 미국 최고수준의 교육을 받을 수 있다. 후기성도교회의 회원이 아닌 학생들(non-LDS)은 교회회원들이 내는 학비의 두 배를 낸다. 2010-2011년도 메리어트 스쿨의 학부과정에 있는 LDS 학생의 비는 학기 당 $2,210, 대학원 과정 학비는 학기 당 $5,140이다. 메리어트 스쿨의 학생들은 학교에서 제공하는 장학금 제도의 혜택을 누릴 수 있다.

## 랭킹
메리어트 스쿨의 학위 과정 대부분은 매우 높은 랭킹에 선정되어 있다.
- 1위(The Wall Street Journal)[1] - MBA 과정 (지역대학)
- 5위(BusinessWeek)[2] - 전 학부과정
- 16위(Forbes)[3] - MBA 과정
- 22위(BusinessWeek)[2] - MBA 과정
- 29위(U.S. News & World Report)[4] - MBA 과정

## 같이 보기
- 브리검영 대학교
- BYU 법학대학원
- JW 메리어트 호텔